# Ана Првуловић
Ана Зелен (рођ. Првуловић; Свилајнац, 23. јун 1983) је српска стонотенисерка и параолимпијка.
У раном детињству бавила се фолклором и рукометом. Особа са инвалидитетом постала је након саобраћајне несреће која се догодила у зиму 1998. године када је са пријатељима из културно-уметничког друштва путовала за Београд. Kамион је, при великој брзини и клизавом коловозу, ударио у колону која се створила због претходне саобраћајке након чега је задобила тешку повреду вратних пршљенова, дијагноза квадриплегија. Стони тенисом је почела да се бави 2006. године. Чланица је новосадског клуба „Тврђава 021” од његовог оснивања до 2021. године када са својим тренером, Срђаном Томичићем и садашњим клупским тренерима Марком Тодоровићем и Николом Попов оснива СТКОСИ Неос, такође из Новог Сада. Пре тога играла је за „Санспин” из Лесковца и „Стикс” из Смедерева. Освајачица је две сребрне медаље на Eвропском првенству 2019. године у Хелсингборгу. и 2023. године у Шефилду. Учествовала је на Параолимпијским играма у Токију 2021. године.